# 道路安全議會
道路安全議會是香港特別行政區政府轄下的一個諮詢組織，以宣揚道路安全、減少發生交通意外的機率為宗旨。前身是於1973年由殖民地政府成立的交通安全常務委員會，於1983年更改為現時的名稱。道路安全議會成員由香港警務處交通總部、香港運輸署及其他香港政府部門組織而成，除了相關部門官員以外，還有香港交通安全會作為非官方成員。

## 歷史
2013年4月3日，道路安全議會推出經過重新設計的網站，以符合萬維網聯盟《無障礙網頁內容指引》（WCAG）2.0 AA級別標準，確保道路安全信息傳能夠送予所有人，不只包括殘疾人士，亦包括長者及色盲患者，以及認知和身體有問題的人士（包括讀寫困難及癲癇等）。

## 成員
議會的主席由警務處副處長（行動）出任，官方成員來自七個政府決策局和部門，非官方成員來自社會不同界別，包括汽車界、物流界、醫學界、保險界及教育界等等。
主席：警務處處長
- 周一鳴

政府決策局及部門代表：
- 香港警務處：區永樑、郭嘉銓、李志偉、潘瑞屏
- 政府新聞處：陳小鳳
- 民政事務總署：黃寶頴
- 運輸署：邱國鼎、胡建國
- 路政署：何國添
- 運輸及物流局：李潛穎
- 教育局：譚家強

非官方成員：
- 馬家慧
- 劉佩玲
- 李耀培
- 方平
- 江日雄
- 侯勵存
- 楊全盛
- 洪為民
- 梁邦媛
- 趙靜怡

秘書
- 陳嘉揚（香港警務處）